# Бейнс, Джон
Джон Бейнс (англ. John R. Baines; род. 17 марта 1946, Уинчестер, Великобритания) — британский египтолог, виднейший в современности. Доктор философии (1976), член Британской академии (2011), иностранный член Американского философского общества (2011), профессор Оксфорда (с 2014 г. в отставке), с 1976 по 2013 год профессор египтологии в Оксфорде, ныне эмерит. Фелло Куинз-колледжа. Преподавал в Даремском университете. Член Royal Anthropological Institute и Германского археологического института, почётный член American Oriental Society.
В Оксфорде получил степени бакалавра (1967) и в 1976 году магистра и доктора философии (Ph.D). Проводил археологические раскопки. Член редколлегий журналов и книжных серий. Его Atlas of Ancient Egypt переведен не менее чем на десять языков. Автор Британской энциклопедии.

### Работы
Основные публикации посвящены египетскому искусству, литературе и религии.
- Fecundity Figures: Egyptian Personification and the Iconology of a Genre (1985)
- Die Bedeutung des Reisens im alten Ägypten (2002)
- Visual and Written Culture in Ancient Egypt (2007)
- The Disappearance of Writing Systems (2008)
- High Culture and Experience in Ancient Egypt (2011)  Архивная копия от 15 мая 2021 на Wayback Machine